# Cara Pils
Cara Pils is een merk van Belgisch bier, dat door de supermarktketen Colruyt op de markt wordt gebracht. Het is een blond bier met een alcoholpercentage variërend van 4,4% tot 5%, dat zich uitdrukkelijk positioneert in het ondersegment van de markt. Er bestaan ook twee sterkere varianten: Cara Blond en Cara Rouge.

## Productie
Colruyt schrijft periodiek een lastenboek uit met ingrediënten en verhoudingen. Brouwerijen kunnen naar de opdracht dingen door een offerte in te dienen. Wie de beste voorwaarden (de laagste prijs) kan bieden, krijgt de bestelling. Zo kan Colruyt een zeer goedkoop bier op de markt brengen. Ook andere grootwarenhuizen brengen een eigen huismerk-budgetpils uit volgens dit principe.
Colruyt communiceert om marktstrategische redenen niet bij welke brouwerij Cara Pils wordt gebrouwen. Uit analyse van de bieretiketten zou wel blijken dat het achtereenvolgens is gebrouwen bij Haacht, Van Roy, Martens, Bosteels, Alken-Maes, Palm en Brasserie de Saint-Omer (Nord-Pas-de-Calais).

## Varianten
Op 18 maart 2022 bracht Colruyt twee nieuwe varianten op de markt: Cara Blond en Cara Rouge.
In 2023 pakte het merk uit met een witbiertje onder de naam CaraFest. Van deze "limited edition" werden slechts 2300 blikjes gebrouwen. Met deze variant mikte men op de aanwezigen van vier grote Belgische festivals: Rock Werchter, Les Ardentes, Dour en Pukkelpop. Het werd dan ook uitsluitend verkocht tijdens deze periodes in de nabijgelegen filialen.

## Imago
De lage prijs van het bier heeft tot gevolg dat het populair is in België. Het wordt vooral in ingeblikte vorm verkocht. Dat het bier een zekere cultstatus heeft, bleek in februari 2015 toen er via de sociale media werd gemobiliseerd tegen de door Colruyt voorgenomen naamswijziging in Everyday.
Op YouTube staat een filmpje uit 2010 van een Pukkelpopganger die een blik Cara Pils met een hamer verplettert. Hij wordt hierop terechtgewezen door een vrouw met de woorden "Wat een verspilling van bier!" waarop de man antwoordt "'t Is Cara, trut!" De woorden "'t Is Cara, trut!" werden al snel een meme op online forums en sociale media.
In december 2021 werd het boek "Koken met Cara Pils" uitgebracht door Dorian Coppenrath, in samenwerking met Colruyt. In dit kookboek staat verschillende gerechten met Cara Pils als ingrediënt.
Ondanks het cultimago in België exporteert Colruyt Group het bier via B2B exporteur Colex naar onder meer Costa Rica.